# Ana Fernández (actrice, 1989)
Pour les articles homonymes, voir Ana Fernández.
Ana Fernández est une actrice espagnole née à Madrid le 10 novembre 1989.

## Biographie
Elle naît à Madrid en Espagne. Elle a deux jeunes frères et une petite sœur. Elle a commencé sa carrière d'actrice à l'âge de quatorze ans au théâtre. 
Elle s'est fait connaître par la série Cuestión de sexo de 2007 à 2009.
En août 2016, elle est confirmée dans la série Las Chicas del cable de Netflix en collaboration avec Bambú Producciones. La série est diffusée sur Netflix le 28 avril 2017.

## Vie privée
De 2010 à 2011, elle a fréquenté l'acteur Luis Fernández Estébanez (es), son partenaire dans Los protegidos (es). 
De 2012 à 2015, elle a été en couple avec un cadreur Santi Trancho (es). Celui-ci meurt le 7 mars 2015 d'un accident de moto. 
Depuis janvier 2016, elle fréquente le chanteur de rock Adrián Roma.

## Théâtre
- 2013 : ¿Por qué yo? : María
- 2016 : Arte Nuevo (Un homenaje) mise en scène de José Luis Garci : Lucía y Frau[4]

## Filmographie

### Cinéma

#### Longs métrages
- 2014 : Lavapiés de Ramon Luque : Mónica
- 2015 : Solo química (es) d'Alfonso Albacete : Oli
- 2020 : N'écoute pas d'Ángel Gómez Hernández

#### Courts métrages
- 2013 : Aunque te rías de mí de Manuel Velasco
- 2014 : Stela de Ainhoa Menéndez Goyoaga : Violeta
- 2016 : Internship for the Devil de Inés de León : Ana

### Télévision

#### Séries télévisées
- 2007-2009 : Cuestión de sexo : Sofía (37 épisodes)
- 2010 : Impares Premium (es) : Carlota (1 épisode)
- 2010-2012 : Los protegidos (es) : Sandra Olaiz (41 épisodes)
- 2011 : Los Quién (es) : Monica (1 épisode)
- 2012 : IP-Laserie : Patricia Vega (1 épisode)
- 2017-2020 :  Les Demoiselles du téléphone (Las chicas del cable) : Carlota Rodríguez de Senillosa